# Tucana
Tucana, o Tucano, é uma constelação do hemisfério celestial sul. O genitivo, usado para formar nomes de estrelas, é Tucanae. Na sua extremidade sul está a Pequena Nuvem de Magalhães.
As constelações vizinhas, de acordo com as fronteiras modernas, são Phoenix, Grus, Indus, Octans e Hydrus.

## História
Tucana é uma das doze constelações criadas pelo astrônomo holandês Petrus Plancius a partir das observações do céu do hemisfério sul feitas pelos exploradores Pieter Dirkszoon Keyser e Frederick de Houtman, que viajaram na primeira expedição holandesa de comércio chamada Eerste Schipvaart com destino para as Índias Orientais Holandesas. Sua primeira aparição foi num globo celeste com 35 centímetros de diâmetro publicado em 1598 publicado por Plancius com Jodocus Hondius. A primeira aparição desta constelação num atlas celeste foi no Uranometria de Johann Bayer em 1603. Tanto Plancius e Bayer retratam um tucano.
De Houtman incluiu esta constelação no catálogo holandês Den Indiaenschen Exster, op Indies Lang ghenaemt, a pega indiana, chamada lang nas índias se referindo a um calau, um pássaro nativo das índias orientais. O globo que Willem Blaeu publicou em 1603 retrata um elmo. Foi interpretado nos mapas chineses como Neaou Chuy, o bico do pássaro, e na Inglaterra como pássaro brasileiro, enquanto que Johannes Kepler e Giovanni Battista Riccioli o denominaram ganso estadunidense e Caesius como Pica Indica Tucana e as constelações Phoenix, Grus, Pavo próximas dela são chamadas "pássaros do sul".

## Céu profundo

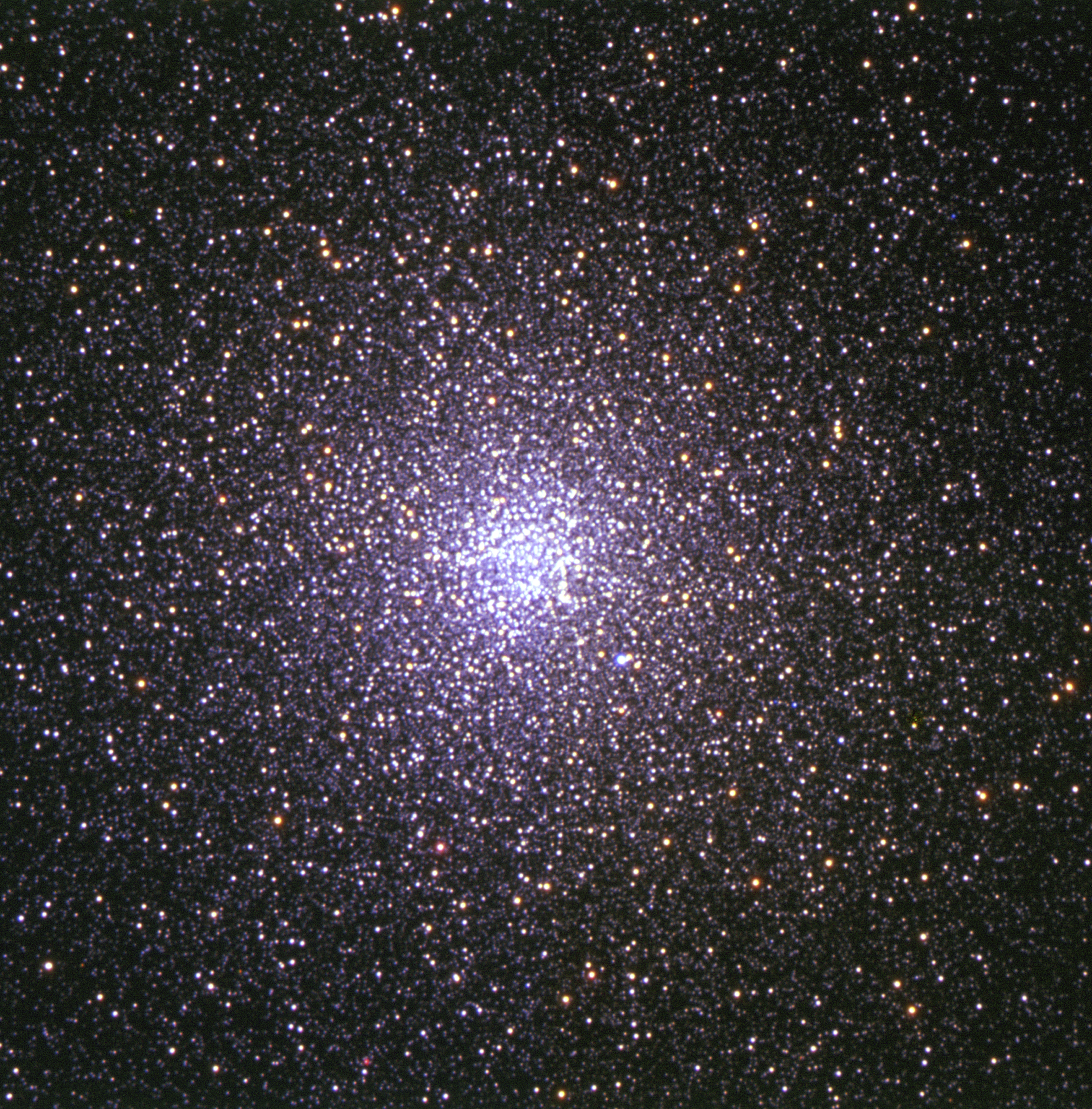
Aglomerado globular 47 Tuc. Créditos: ESO

O segundo aglomerado globular mais brilhante do céu depois de Omega Centauri é 47 Tucanae (NGC 104) que está um pouco a oeste da Pequena Nuvem de Magalhães. Dista apenas 14.700 anos-luz da Terra com idade aproximada de 12 bilhões de anos. É predominantemente composto de estrelhas amarelas apesar de possuir um contingente de estrelas retardatárias azuis, estrelas quentes que hipoteticamente se formaram da união de estrelas binárias. 47 Tucanae tem uma magnitude aparente de 3,9, o que significa que é visível a olho nu. É um aglomerado Shapley classe III, o que significa que tem um núcleo bem definido. Os aglomerados próximos são o pequeno NGC 121, 10 arcominutos distante da borda do grande aglomerado.
NGC 362 é um outro aglomerado globular em Tucana com magnitude aparente de 6,4 a 27700 anos-luz da Terra. Como o vizinho 47 Tucanae, NGC 362 é um aglomerado Shapley classe III e está entre os mais brilhantes do céu. Sua órbita o leva para muito próximo do centro da Via Láctea a aproximadamente 3 mil anos-luz, o que não é usual. Foi descoberto por volta de 1820 por James Dunlop. Suas estrelas se tornam visíveis com uma magnificação de 180x no telescópio.
Localizada ao sul de Tucana, a Pequena Nuvem de Magalhães é uma galáxia anã que é uma das vizinhas mais próximas da Via Láctea a uma distância de 210 mil anos-luz. Embora provavelmente tenha tido o formato de disco, as forças de maré da Via Láctea a distorceram. Juntamente com a Grande Nuvem de Magalhães, ela está na corrente de Magalhães, uma nuvem de gás que conecta as duas galáxias. NGC 346 é uma região de formação de estrelas na Pequena Nuvem de Magalhães. Ela tem magnitude aparente de 10,3. Dentro dela está o sistema estelar triplo HD 5980, sendo cada um de seus membros as estrelas mais luminosas conhecidas.
A Galáxia Anã de Tucana que foi descoberta em 1990 é uma galáxia anã esferoidal do tipo dE5 que é um membro isolado do nosso Grupo Local. Ela está localizada a 870 kiloparsecs (2.800 mil anos luz) do nosso sistema solar, por volta de 1.100 kiloparsecs (3.600 mil anos luz) do baricentro do Grupo Local, a segunda galáxia mais remota de todos os membros do grupo perdendo apenas para a Galáxia Anã Irregular de Sagitário.
A galáxia espiral barrada NGC 7408 está localizada a três graus a noroeste de Delta Tucanae e foi confundida inicialmente com uma nebulosa planetária.
Parte da constelação foi alvo de um programa de observação de duas semanas do telescópio espacial Hubble em 1998 que resultou no Campo Profundo Sul do Hubble. A área que deveria ser coberta precisava estar nos polos da órbita do telescópio para permitir observação contínua e teve como resultado a descoberta de um quasar neste campo: QSO J2233-606.